# Buslijn 15 (Groningen)
De Groningse buslijn 15 is een buslijn van Qbuzz in de concessie Groningen-Drenthe. De bus rijdt volgens de formule van Q-link, een netwerk van HOV-lijnen die de binnenstad van Groningen verbinden met de omliggende dorpen. Lijn 15 dient hierbij als pendeldienst van het Hoofdstation naar het Zernikecomplex.
De huidige lijn is een sneldienst en doet op de route enkel nog Paddepoel aan voordat het Zernikecomplex wordt bereikt. De lijn wordt gereden met elektrische gelede bussen van het type Mercedes-Benz eCitaro G.

## Geschiedenis
De huidige lijn 15 is ontstaan uit de voormalige lijn 115. Deze lijn was de sneldienst van de voormalige lijn 15, die een route door de stad heen reed via de Schildersbuurt en de Oranjewijk in plaats van over de ringweg. Deze route is nu overgenomen door lijn 9.
Ten opzichte van de voormalige lijn 115 werd er een extra halte toegevoegd voor leerlingen van het Alfa-college en reizigers uit Kostverloren en de Zeeheldenbuurt. Deze halte kreeg de naam Rembrandt van Rijnstraat naar schilder Rembrandt van Rijn.
In september 2017 is de lijn opnieuw gewijzigd, door de toevoeging van de halte Westerhaven. Hierdoor rijdt de bus over de Aweg in plaats van over de Eendrachtskades.
In december 2018 is de route van buslijn 15 wederom aangepast. De route via de Rembrandt van Rijnstraat en Westerhaven is komen te vervallen en er wordt nu via de busbaan langs de Koeriersterweg gereden. Tot aan Paddepoel wordt niet meer gestopt. Sinds 17 augustus 2020 wordt er weer gestopt bij De Trefkoel. Sinds 3 januari 2021 stopt de bus ook weer op drie haltes tussen het hoofdstation en De Trefkoel (zie infobox), deze haltes kwamen echter te vervallen per 11 december 2022.

## Huidige situatie
De buslijn is overdag vaak erg druk door grote aantallen studenten van de Rijksuniversiteit Groningen en de Hanzehogeschool Groningen, die de lijn nemen richting het Zernikecomplex.
Om de drukte op te lossen, worden er steeds meer alternatieven bedacht. Allereerst zijn er instapmarkeringen en een stopstreep op het Hoofdstation aangebracht om zo het instappen efficiënter te maken. Ook zijn de nieuwe buslijnen 26 en 27 (sinds 15 december 2019 vernummerd naar 109 en 107 respectievelijk) gecreëerd die rechtstreeks vanuit respectievelijk Assen en Stadskanaal, via P+R Haren/A28 naar het Zernikecomplex rijden. Hierdoor hoeven deze reizigers niet meer via het Hoofdstation hoeven te reizen.

## Zie ook

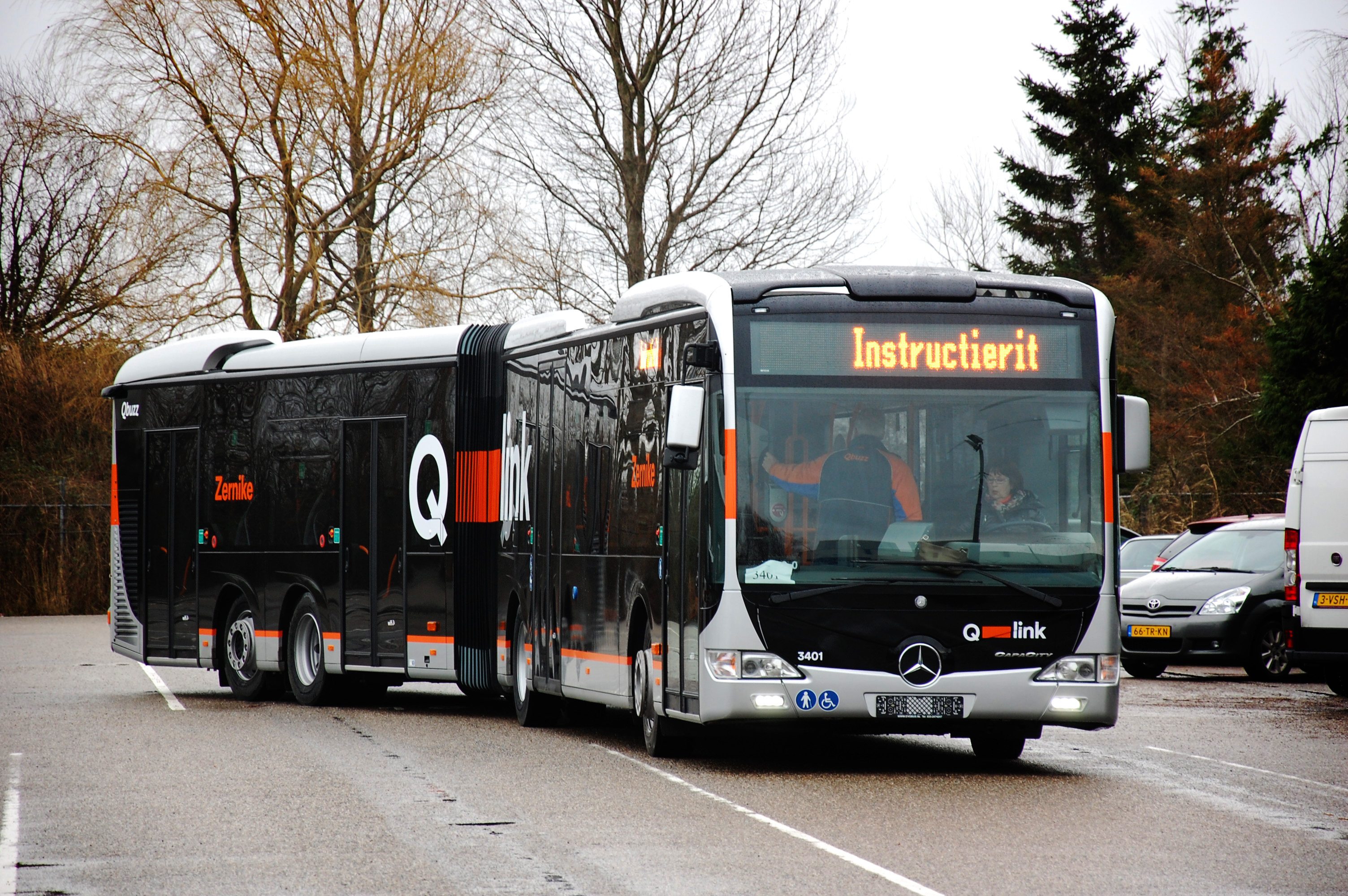
Q-link lijn 15 tijdens een instructierit